# Javier Almeda
Javier Almeda Ortega (nacido el 5 de diciembre de 1966 en Madrid, España) es un actor de cine, teatro y televisión. Miembro de la Academia de Artes Escénicas de España, imparte clases en la Universidad de Sevilla en los laboratorios de "Interpretación" y "Actuación ante la cámara". Durante muchos años relacionado con el mundo del circo, en la gerencia del Circo Mundial, hasta que se pasó a la interpretación, en la que lleva más de un centenar de proyectos entre largometrajes, cortometrajes, series, programas y obras de teatro. Ganador como actor en el Festival Internacional de Cine de Sitges y como productor  en el Festival de Cine de Málaga.  En el año 2010 crea la productora "Almatwins Productions" que se convierte en compañía teatral en 2018 tras siete largometrajes, numerosos cortos y dos obras de teatro. Desde 2018 reside en Sevilla centrado en el teatro, y junto a Manuela Luna, protagoniza las obras "Más allá del Puente" estrenada en 2023, "Alfonsina, la muerte y el mar" estrenada en 2020 y "Los Quintero en..." en 2021. Nominados a Mejor Intéprete Masculino, Mejor Espectáculo teatral y Mejor Intérprete Femenina (Manuela Luna) en los 11 Premios Lorca 2025. Ambos son Académicos fundadores en la Academia de las Artes Escénicas de Andalucía. Con titulación (TIP) de Director de Seguridad, Jefe de Seguridad y Profesor de Escoltas y Vigilantes de Seguridad.

## Familia
Pareja: Manuela Luna (https://manuelaluna7.wixsite.com/manuelaluna] 
Hija: Elisabeth Almeda (https://www.theproduction.club)

## Trabajos

### Televisión
Telepelículas
- 23-F: el día más difícil del rey Silvia Quer, TVE-TV3 (2009)
- La ratjada Miquel García, TV3 (2008)
- El estafador Ricard Figueras, In Vitro Films  TVE-TV3 (2008)

Series y programas
- Allí Abajo, Antena3.
- Dorien, Webserie RTVE, Hermanos Prada.
- La que se avecina Telecinco. (2016)
- Arrayán Canal Sur. (2012)
- Pelotas 2ª temporada José Corbacho y Juan Cruz TVE (2010)
- Sin tetas no hay paraíso Grundy. Tele 5. Gustavo Cotta (2009)
- El cor de la ciutat TV3. Esteve Rovira. (2009)
- Pelotas  José Corbacho y Juan Cruz. TVE (2009)
- Jaume I Kartell. TV3. (2009)
- Xadom  Atzucat Producciones. Xarxa televisions Locals XTVL (2009)
- Serie B Connectats. Diego Salazar. Xarxa Televisions Locals XTVL (2009)
- Programa Buenafuente ha salido con Berto Romero e Iñigo. La Sexta (2008)
- Programa Llegendes urbanes Mediapro-TV3.  (2008)
- Serie  K-7. Oscar Martínez y Ramón Viña.  BTV (Barcelona Televisió)(2008)
- Els diaris de Pascal Joan Gallifa. TV3 (2008)
- Empúries Joan Gallifa. TV3 (2008)
- Polònia Veranda Televisió. TV3 (2008)
- Buenafuente TV3. Produccions El Terrat- Antena 3 (2006)
- Serie Divinos Produccions El Terrat - Antena 3 (2007)
- Programa A pelo. Produccions El Terrat - La Sexta. (2006)
- Programa  Extra.  Sketch còmico “Bodas civiles” Gestmusic La 1 (2006)

### Cine
Largometrajes
- The Marionette, de Antoni Caimari
- El día del padre, de Alberto Carpintero
- El cura y el veneno, de Antoni Caimari Caldés (2011)
- La guía del silencio, de Cándido Pérez de Armas. Protagonista (2010)
- Frío súbito, de  Juan Serra Grupo5 Cine Protagonista. (2008)
- Biutiful, de Alejandro González Iñárritu. (2008)
- 7 pasos y medio, de Lalo García. Iris Star (2008)
- Seguro en mi soledad,  de Manuel Mira. Happyprojects   Protagonista (2007)
- La mujer del anarquista, de Peter Sehr y Marie Noëlle. Zip Films. (2007)
- Actores frente a la cámara, de  Juan Serra. Grupo5Cine Protagonista. (2007)
- Destinos opuestos, de  Esther Requena.  R&B producciones (2006)
- Tuya siempre, de Manuel Lombardero.  Pastora Delgado (2006)

Cortos
- "Ma Belle" Antoni Caimari. Screen Art Films
- La paciencia del cazador Hermanos Prada. The Other Side Films
- Cuestión de huevos Elisabeth Almeda. Almatwins Productions
- Lo estipulado Hermanos Prada. The Other Side Films
- Jugamos? Elisabeth Almeda. Almatwins Productions
- Anna TV3.
- Canción de cuna Vladimir Vera. Producciones Mavareal. Sección Oficial Viart Venezuela
- Jugando con números. Jordi Pastor. Productora sis92. Secció Oficial del Sitges 09
- La victoria de Félix Jordi Pastor. Product Sis92. Premio Paul Naschy en Sitges 08
- Punto de no retorno Carlos de Cózar. MagnaFilms. Generalidad de Cataluña
- Jingle Bells   David Casademunt.
- Arte  ESCAC de Martí Lucas.
- Container David Muñoz.  Caixaforum. Festival Sitges 09
- Sin luz.  CCCB (Centre Cultura Contemporánea de Barcelona)
- Historia de una ilusión Lukas Romero. Premiado en el Festival Cinema Valencia
- Alienada. Jose Luis Mora.

### Teatro
- Más allá del Puente Juanlu Ferrer
- Semana Santa, misterio, gozo y nostalgia David Fernández Troncoso
- Agnus Dei David Fernández Troncoso
- Armario 27 José Luís Feliu y Manuela Luna
- Los Quintero en... David Fernández Troncoso
- Alfonsina, la muerte y el mar. Pedro Domínguez
- Animales Salvajes que requieren atención Cecilia Gessa
- Un negocio consentido, de Lita Echevarría
- El hombre de la mesa de al lado de Virginia Sánchez
- La curva, de Tankred Dorst
- Crisis. Existencial en héroes finitos, de Jose Luis Mora.
- Fantasmas en lucha, de Chuck Palahniuk (2011)
- El oso, de Chéjov y Solico en el mundo, de los Hermanos Álvarez Quintero (2009)
- Crónicas Palahniuk, de Chuck Palahniuk (2009)
- Arca 2012, de Tranxmuten (2009)
- Cartes d´amor, de A. R Gurney (2008)
- El viatge, de Manuel Vázquez Montalbán.(2008)
- La hostalera, de Carlo Goldoni (2007-2008)
- La mort i la donzella, de Ariel Dorfman (2006)
- La cacatua verda, de Arthur Schnitzler (2004-2005)
- El parany, de Robert Thomas(2001)
- Pop y patatas fritas, de Carmen Resino (2002)
- Materia reservada, de Hugh Whitemore (2000)
- El Fill de la Terra, de Comte Arnau de David Martínez (2000-2004)
- Grease, el Musical (1990-1991)

## Premios
- Premio Mejor Actor Pandora, por Lo estipulado 2013.
- Premio Actor ITSCT Rossellini en A Corto di Lavoro II, Italia 2013.
- Premio Mejor Actor Festival Internacional de Cine de Castilla-La Mancha, por Lo estipulado 2012.
- Premio Mejor Actor Pandora, por Lo estipulado 2012.
- Premio Tespo “Actor mejor trayectoria 2008” por la Unió d´Actors de Catalunya 2009.
- Premio Tespo “Actor mejor cortometraje 2008” por La victoria de Félix. Unió d´Actors de Catalunya 2009
- Premio Paul Naschy en el Festival internacional de Catalunya (Sitges) 2008
- Mejor Actor de Película por Actores frente a la cámara, Festival de Cine del Masnou 2007.
- Mejor Actor de Película por Actores frente a la cámara, Festival de Cine  de Premiá de Mar 2007.